# The Rover

The Rover är en låt av Led Zeppelin på albumet Physical Graffiti från 1975. Låten är skriven av Robert Plant och Jimmy Page. Den skrevs först som ett akustiskt stycke när bandet höll på med Led Zeppelin III. Låten spelades in 1972 när bandet arbetade med Houses of the Holy, men valdes bort från skivan. Därefter bearbetade Jimmy Page låten och den släpptes på den följande skivan, Physical Graffiti.
Låten har aldrig i sin helhet spelats live av gruppen.